# Von Braun-reactie
De Von Braun-reactie is een organische reactie waarbij een tertiair amine met cyanogeenbromide wordt omgezet tot een organocyaanamide. Deze reactie is genoemd naar de Duitse scheikundige Julius von Braun (1875-1939).
Een voorbeeld is de reactie van N,N-dimethyl-1-naftylamine met cyanogeenbromide:
Het reactiemechanisme bestaat uit twee nucleofiele substituties: bij de eerste substitutie valt het tertiair amine aan op cyanogeenbromide, waardoor het bromide wordt uitgestoten. Dit bromide vervult nu de rol van nucleofiel en valt aan op een van de alkylgroepen van de gevormde quaternaire ammoniumverbinding, zodat een dialkylcyaanamide overblijft en een alkylbromide (in het voorbeeld: methylbromide) als nevenproduct gevormd wordt.
Het dialkylcyaanamide splitst bij hydrolyse gemakkelijk kooldioxide af en gaat daarbij over in een secundair amine. De Von Braun-reactie geeft dus een methode om tertiaire aminen om te zetten in secundaire aminen; in het voorbeeld komt dit neer op de verwijdering van een methylgroep ("demethylering") van het tertiair amine. Deze methode kan bijvoorbeeld aangewend worden als laatste stap in de synthese van het geneesmiddel desloratadine.